# Station Sommery
Station Sommery is een spoorwegstation in de Franse gemeente Sommery.